# Quillan Roberts
Quillan Roberts (* 13. September 1994 in Brampton, Ontario) ist ein kanadisch-guyanischer Fußballtorwart.
Größere Bekanntheit erlangte Roberts für ein aus der eigenen Spielfeldhälfte erzieltes Tor.

## Karriere

### Verein
Roberts unterzeichnete seinen ersten Profivertrag am 10. April 2012 und war damit der siebte Spieler, der es aus Torontos eigener Jugend in den Profikader schaffte. Sein Debüt für die Profimannschaft gab er am 21. Juli 2012 bei einem Freundschaftsspiel gegen den FC Liverpool, er wurde zu Beginn der Halbzeit eingewechselt. Nachdem er zwei Spielzeiten lang zu keinem Einsatz in der Liga gekommen war, wurde er 2014 an die Wilmington Hammerheads verliehen. Sein Debüt für die Hammerheads gab er am ersten Spieltag am 5. April gegen die Harrisburg City Islanders, das Spiel endete torlos mit 0:0. Für Roberts war es damit, da er kein Gegentreffer hinnehmen musste, ein erfolgreiches Debüt. Nach 17 Spielen kehrte er zu Toronto zurück.
Am 20. März 2015 wurde er an den Toronto FC II in die United Soccer League verliehen.

### Nationalmannschaft
Roberts war Teil der U-17 Kanadas bei der FIFA U-17-WM 2011. Dort war er als zweiter Torwart eingeplant, kam jedoch aufgrund einer Verletzung des Stammtorwarts zum Einsatz. Sein Debüt für die Kanadische Fußballnationalmannschaft gab er am 30. März 2015, als er für Milan Borjan in einem Spiel gegen Puerto Rico eingewechselt wurde.
Seit 2019 spielt er international für Guyana.

#### Das Tor
Bei seinem Einsatz erlangte Roberts internationales Aufsehen, als er ein Tor gegen die U-17 Englands erzielte: Kanada war in der 85. Minute mit 1:2 im Rückstand, als Roberts mit dem Ball aus dem Strafraum heraus bis kurz vor die Mittellinie rannte, weil sich kein Gegenspieler in Kanadas Spielhälfte befand. Sein darauffolgender Schuss in Richtung des gegnerischen Tors prallte einmal auf dem Boden auf, ehe er dann das Tor traf, da Englands Torhüter zu weit vor seinem Tor stand. Das Spiel endete 2:2. Mit seinem Tor rettete Roberts seiner Mannschaft einen Punkt gegen das hochfavorisierte England. Damit wurde Roberts der erste Torwart, der ein Tor in einer FIFA-Endrunde erzielte.